# Annie Smith Peck
Annie Smith Peck (Providence, 19 ottobre 1850 – New York, 18 luglio 1935) è stata un'alpinista e attivista statunitense.
Suffragetta e oratrice, tenne per molti anni numerose conferenze in tutto il mondo e scrisse quattro libri che incoraggiavano ai viaggi e all'esplorazione. La vetta settentrionale dell'Huascarán sulla Cordillera Blanca peruviana è stata chiamata Cumbre Aña Peck in suo onore.

## Biografia

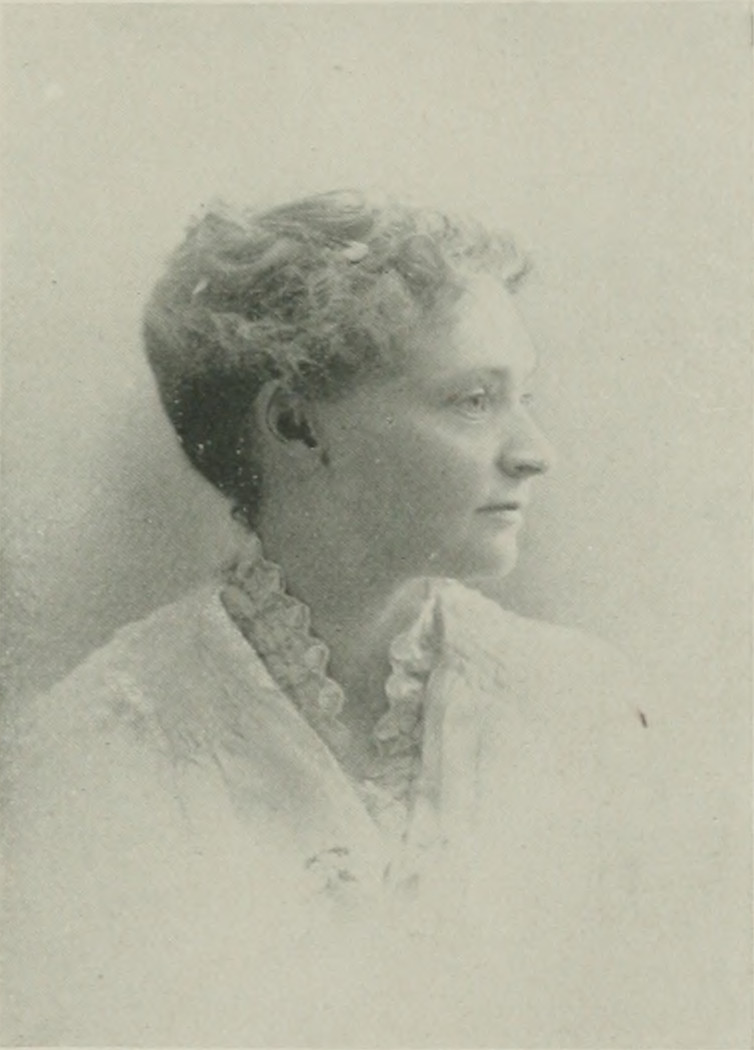
Una fotografia del 1893 di Peck

Peck era la più giovane dei cinque figli di Ann Power (Smith) Peck (1820–1896) e di George Bacheler Peck (1807–1882).
Frequentò la School for Young Ladies e la Providence High School del dottor Stockbridge. Si diplomò nel 1872 alla Rhode Island Normal School (l'attuale Rhode Island College), una scuola preparatoria per insegnanti. Insegnò brevemente latino alla Providence High School, ma il suo desiderio era quello frequentare la Brown University come avevano fatto suo padre e i suoi fratelli. Tuttavia, in quanto donna, le fu rifiutata l'ammissione all'università.
Si trasferì quindi a Saginaw, nel Michigan, dove lavorò come precettrice e insegnante di lingue e matematica alla Saginaw High School fino al 1874. Nonostante l'iniziale parere contrario della sua famiglia si iscrisse all'Università del Michigan, che aveva aperto le sue porte alle donne nel 1871. Nel 1878 si laureò in lingue greca e classiche, e nel 1881 conseguì un master's degree in greco. Insegnò latino alla Purdue University dal 1881 al 1883, indi si recò in Europa, dove continuò i suoi studi ad Hannover e ad Atene. Nel 1885 divenne la prima donna a frequentare la Scuola americana di studi classici ad Atene, dove studiò archeologia.

### Carriera da scalatrice
A metà degli anni 1880 iniziò a praticare l'alpinismo. Cominciò a scalare, a tenere conferenze e a esplorare l'America Latina. Promosse inoltre il panamericanismo (la pace tra le Americhe) e l'istruzione geografica. 

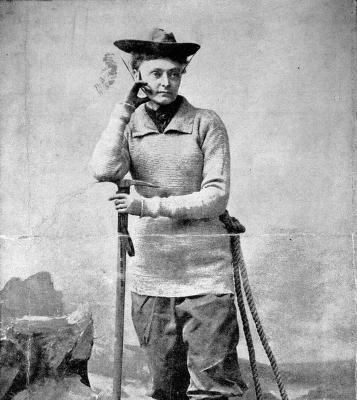
Annie Smith Peck indossa abiti da arrampicata nel 1911

Scalò montagne di dimensioni moderate in Europa e negli Stati Uniti, compresi i 14,380 piedi (4,383 m) del Moonte Shasta nel 1888, la vetta di Capo Miseno in Italia e piccoli passi di montagna in Svizzera, compreso il Passo di Teodulo a 10 000 piedi (3 000 m), il Monte Imetto e il Monte Pentecus in Grecia, che variava tra i 3 000 piedi (910 m)  e i 4 000 piedi (1 200 m).
Nel 1895 Peck intraprese la scalata del Cervino dell'alpinista britannica Lucy Walker, ma il suo risultato non fu evidente per via di ciò che indossava durante la scalata. Il suo abbigliamento da escursionismo comprendeva una tunica al fianco, scarponi da arrampicata alti e un paio di pantaloni alla zuava con le ginocchia larghe e un cappello di feltro che si era fissata con un velo. All'epoca l'insolito costume da arrampicata di Peck attirò l'attenzione della stampa e suscitò discussioni e dibattiti pubblici sul New York Times, ad esempio, sulla questione di cosa avrebbero dovuto fare le donne e cosa avrebbero potuto aspirare a diventare.
Peck salì di 18 406 piedi (5 610 m)  il Pico de Orizaba e anche il Popocatepetl in Messico nel 1897. All'epoca la sua scalata all'Orizaba era la più alta in America mai fatta da una donna. Tre anni dopo, nel 1900, scalò il Monte Cristallo, la Jungfrau delle Alpi Bernesi n Svizzera e il Fünffingerspitze in Austria. Contribuì a fondare l'American Alpine Club nel 1902.
Nonostante avesse già più di cinquant'anni, Peck voleva fare una scalata da record. Si recò in Sud America nel 1903 alla ricerca di una montagna alta più dell'Aconcagua, in Argentina, che misura 6 960 metri (22 830 ft).Provò a scalare l'Illampú in Bolivia nel 1903 e di nuovo nel 1904. Accompagnata da due guide alpine svizzere, nel 1908 la sua spedizione fu la prima a scalare la vetta nord dei 6 768 metri (22 205 ft) del monte Huascarán in Perù. Il picco sud dell'Huascarán, che è più alto del picco nord, fu scalato per la prima volta dai tedeschi nel 1932. 
Il risultato di Peck avrebbe battuto la scalata di Fanny Bullock Workman del Pinnacle Peak dell'Himalayan, a 6 930 metri (22 740 ft), tuttavia Workman pagò gli ingegneri per ricalcolare l'altitudine di Peck triangolando il picco. Gli ingegneri stabilirono che i calcoli dell'Huascarán di Peck erano sbagliati; aveva valutato male l'altitudine con un errore di circa 600 metri (2 000 ft) a causa di altimetri guasti, il che significa che Peck aveva stabilito il record delle Americhe nell'emisfero occidentale, mentre Workman rimase la detentrice del record mondiale.
Nel 1911, all'età di 61 anni, Peck scalò una delle cinque vette del Coropuna in Perù. Una volta raggiunta la vetta infisse uno striscione con su scritto "Voto alle donne". In seguito scrisse un libro sulle sue esperienze intitolato A Search for the Apex of America: High Mountain Climbing in Peru e Bolivia, included the Conquest of Huascaran, with Some Observations on the Country and People Below (1911). La sua famosa citazione "La mia casa è dove si trova il mio baule" ha avuto origine da questo libro.

### Anni successivi
Tra il 1929 e il 1930 Peck intraprese un viaggio di sette mesi in aereo intorno al Sud America, per dimostrare la facilità e la sicurezza dei voli commerciali per i passeggeri delle linee aeree. Il suo viaggio fu il più lungo in aereo di qualunque viaggiatore nordamericano all'epoca. Dopo il ritorno negli Stati Uniti pubblicò il suo quarto e ultimo libro Flying Over South America: Twenty Thousand Miles by Air (1932). Continuò a scalare anche in tarda età, raggiungendo i 1 638 metri (5 374 ft) del Monte Madison, la sua ultima montagna, all'età di ottantadue anni.
Scrisse altri due libri sui suoi viaggi, The South American Tour: A Descriptive Guide (1913) e Industrial and Commercial South America (1922), che furono entrambi apprezzati da diplomatici, uomini d'affari, aziende, politici e turisti. Oltre a diventare un membro fondatore dell'American Alpine Club nel 1902, divenne presidente della Joan of Arc Suffrage League nel 1914. Fu anche membro della Royal Geographical Society nel 1917 e venne ammessa alla Society of Woman Geographers nel 1928.

### Morte
Peck, che non si sposò mai, intraprese un viaggio che avrebbe interessato tutto il mondo nel 1935 all'età di ottantaquattro anni, ma si ammalò mentre saliva sull'Acropoli di Atene. Morì all'Hotel Monterey di New York di polmonite bronchiale il 18 luglio 1935. I suoi resti furono cremati e le sue ceneri furono conservate nel cimitero di North Burial Ground a Providence.
Peck venne ricordata per il suo "spirito avventuroso" nello sport dell'alpinismo, ma i suoi risultati nell'arrampicata non sono ben noti ai giorni nostri. Le sue carte personali (1873-1935), inclusi diari, corrispondenza e fotografie, sono conservate presso gli archivi e le collezioni speciali della Brooklyn College Library.

## Riconoscimenti
Nel 1927 la Lima Geographical Society ribattezzò la vetta settentrionale dell'Huascarán in Cumbre Aña Peck in suo onore, di cui fu la prima scalatrice.
Nel 1930 il console cileno Luis E. Feliú assegnò a Peck la Decorazione al Merito per conto del governo cileno.
Riconosciuta per i suoi contributi al commercio e all'industria sudamericana, il governo del Perù le conferì una medaglia d'oro per la sua esplorazione nei "dati biografici e industriali" e per "le sue scalate alle alte vette delle Ande peruviane".

## Opere (parziali)
Peck scrisse articoli per riviste e fu autrice di quattro libri.
- The Search for the Apex of America: High Mountain Climbing in Peru and Bolivia, Including the Conquest of Huascaran, with Some Observations on the Country and People Below (1911)
- The South American Tour (1913)
- Industrial and Commercial South America (1922)
- Flying Over South America: Twenty Thousand Miles by Air (1932)